# Contea di Saginaw
La contea di Saginaw, in inglese Saginaw County, è una contea dello Stato del Michigan, negli Stati Uniti. La popolazione al censimento del 2000 era di 210 039 abitanti. Il capoluogo di contea è Saginaw.